# メス・ケルマーンFC
メス・ケルマーンFC (ラテン文字:Mes Kerman Football Club、ペルシア語: باشگاه فوتبال مس کرمان) はイランのケルマーンを本拠地とするサッカークラブである。2005-06シーズンにイラン・プロリーグに昇格し、現在まで1部リーグでプレーしている。クラブ名はメインスポンサーであるケルマーンの石炭産業会社の名前から採られている。
メス・ケルマーンFCは自転車分野で有名なサナト・メス・ケルマーン総合文化スポーツクラブのサッカー部門である。

## 歴史

### 設立
メス・ケルマーンFCは1998年3月2日にケルマーンの石炭産業会社により設立された。彼らはイランサッカーリーグ2部でプレーを開始し、2000年にアーザーデガーン・リーグに昇格する。昇格後はビージャン・ゾルファガールナサブが監督に就任した。

### アーザーデガーン・リーグ (2000-2007)
2000-01シーズンにアーザーデガーン・リーグに昇格すると、2005-06シーズンにナーデル・ダストネシャーン監督の下でイラン・プロリーグへ昇格を決めた。

### イラン・プロリーグ (2007-現在)
2007年、ファルハード・カーゼミー監督の下でシーズンをスタートさせたが、成績低迷によりシーズン後半からはアミール・ガレノイーが指揮をとった。
2008年、パルヴィーズ・マズルーミーが監督に任命された。クラブはリーグを3位で終え、初めてAFCチャンピオンズリーグへの出場権を獲得した。
ACLではグループリーグを突破したものの、ゾブ・アハンに敗れて大会を去ることになった。また、リーグは9位で終えた。

## クラブカラー
クラブの創立当時より、オレンジをチームカラーとしている。アウェーのユニフォームは白が多い。

## スタジアム
クラブは現在ケルマーンにあるシャヒード・バーホナル・スタジアムでホームゲームを開催しているが、クラブ所有のサッカー専用スタジアムを建設する計画を発表した。2006年7月13日に建設が始まり、建設が完成した際には収容人数15,000人のスタジアムになる予定である。

## 歴代所属選手
| - アドリアーノ・アウヴェス - エディーニョ - パウロ・ザウトロン - ファルザード・アシュービー - ナビーアッラー・バーゲリーハー - ファラーズ・ファーテミー - ピールーズ・ゴルバーニー - セペフル・ヘイダリー - ファルザード・マジーディー | - モハンマド・マンスーリー - サービル・ミールゴルバーニー - アッバース・モハンマディー - アリー・モーラーイー - ラスール・ナヴィードキヤー - メフディー・ラフマティー - メフディー・ラジャブザーデ - アミール・ホセイン・サーデギー - エブラーヒーム・タギープール - アラー・アブドゥッザフラ |

## 歴代監督
| 氏名                             | 国籍           | 就任       | 辞任       |
| -------------------------------- | -------------- | ---------- | ---------- |
| ビージャン・ゾルファガールナサブ | イランの旗     | 2000年7月  | 2002年7月  |
| メフディー・モハンマディー       | イランの旗     | 2002年7月  | 2006年1月  |
| ナーデル・ダストネシャーン       | イランの旗     | 2006年1月  | 2007年2月  |
| ファルハード・カーゼミー         | イランの旗     | 2007年2月  | 2007年12月 |
| アミール・ガレノイー             | イランの旗     | 2007年12月 | 2008年4月  |
| パルヴィーズ・マズローミー       | イランの旗     | 2008年6月  | 2009年11月 |
| メフディー・モハマディー *       | イランの旗     | 2009年11月 | 2009年12月 |
| ルカ・ボナチッチ                 | クロアチアの旗 | 2009年12月 | 2010年5月  |
| サマド・マルファーヴィー         | イランの旗     | 2010年6月  | 2011年8月  |
| フレミング・セーリツレフ *       | デンマークの旗 | 2011年8月  | 2011年9月  |
| ミロスラフ・ブラジェヴィッチ     | クロアチアの旗 | 2011年9月  | 2012年2月  |
| エブラーヒーム・ガーセムプール   | イランの旗     | 2012年2月  | 2013年1月  |
| ルカ・ボナチッチ                 | クロアチアの旗 | 2013年1月  | [ 3 ]      |
| パルヴィーズ・マズローミー       | イランの旗     | 2013年9月  | 2014年1月  |

- * = 監督代行

### コーチングスタッフ
| 役職               | 氏名                         |
| ------------------ | ---------------------------- |
| 監督               | ルカ・ボナチッチ             |
| 助監督             | メフディー・モハンマディー   |
| 助監督             | Aref Saeediyan               |
| GKコーチ           | ハルテューン・アブラハムヤン |
| フィジカルコーチ   | John Harbert                 |
| ドクター           | Mehdi Madahi                 |
| チームディレクター | Sasan Moosavi                |

### 歴代代表
| 代表                    | 就任期間                |
| ----------------------- | ----------------------- |
| Mahmoud Mostaghimi      | 1998年3月 - 2000年3月   |
| Abdolreza Tajalli       | 2000年3月 - 2002年1月   |
| Abolhassan Mahdavi      | 2002年1月 - 2002年3月   |
| Akbar Iranmanesh        | 2002年3月 - 2003年7月   |
| Hamid Niknafs           | 2003年7月 - 2007年7月   |
| Abdolreza Borhaninezhad | 2007年7月 - 2007年11月  |
| Ahmad Asadi             | 2007年11月 - 2007年12月 |
| Fathollah Nejadzamani   | 2007年12月 - 2011年8月  |
| Hamid Haj Esmaeli       | 2011年8月 - 2011年9月   |
| Nasrollah Ganjalikhani  | 2011年9月 - 現在        |

## シーズン別の成績
| シーズン | リーグ                   | 順位  | ハズフィー・カップ | ACL      |
| -------- | ------------------------ | ----- | ------------------ | -------- |
| 2000-01  | アーザーデガーン・リーグ | 16th  | 不参加             | 予選敗退 |
| 2001-02  | アーザーデガーン・リーグ | 9位   | 不参加             | 予選敗退 |
| 2002-03  | アーザーデガーン・リーグ | 14位  | 不参加             | 予選敗退 |
| 2003-04  | アーザーデガーン・リーグ | 13位  | 不参加             | 予選敗退 |
| 2004-05  | アーザーデガーン・リーグ | 5位   | 不参加             | 予選敗退 |
| 2005-06  | アーザーデガーン・リーグ | 1位** | 不参加             | 予選敗退 |
| 2006-07  | イラン・プロリーグ       | 9位   | ベスト16           | 予選敗退 |
| 2007-08  | イラン・プロリーグ       | 10位  | ベスト16           | 予選敗退 |
| 2008-09  | イラン・プロリーグ       | 3位   | ベスト16           | 予選敗退 |
| 2009-10  | イラン・プロリーグ       | 9位   | ベスト8            | ベスト16 |
| 2010-11  | イラン・プロリーグ       | 7位   | ベスト16           | 不参加   |
| 2011-12  | イラン・プロリーグ       | 9位   | ベスト4            | 不参加   |
| 2012-13  | イラン・プロリーグ       | 6位   | ベスト16           | 不参加   |
| 2013-14  | イラン・プロリーグ       | 16位* | 準優勝             |          |

* 降格
** 昇格

## 獲得タイトル

### 国内
- アーザーデガーン・リーグ

優勝 (1): 2005-2006
- イランサッカーリーグ2部

優勝 (1): 1999-2000
準優勝 (1): 1998-1999

## スポンサー
| 時期    | キット提供 | 胸スポンサー      |
| ------- | ---------- | ----------------- |
| 2007–08 | Merooj     | Mahan Air         |
| 2008–09 | Merooj     | Mahan Air         |
| 2009–10 | Merooj     | Mahan Air         |
| 2010–11 | Uhlsport   | Yas Travel Agency |
| 2011–12 | Uhlsport   | Resalat Bank      |

### 公式サイト
- （ペルシア語） クラブ公式サイト